# Чайот (род)
Чайот (Sechium) е род тропически растения от семейство Тиквови. Основен представител на рода е чайотът (Sechium edule).
Името „чайот“ е испанско произношение на думата „хицайотли“ от езика науатъл.

## Класификация
Според описанието на Рафаел Сааде, до 1978 г. е считано, че родът се състои само от един вид – чайот. Видът е разпознат от Патрик Брауни през 1756 г., класифициран по едно и също време през 1763 г. от Николаус фон Яквин като Sicyos edulus и от Мишел Адансон като Chocho edulus, и едва през 1800 г. Олуф Сварц го причислява към днешния род Sechium.
Според последната приета класификация (Jeffrey, 1990) родът е групиран в родовия подвид Sicyinae на родовия вид Sicyeae, заедно с родовете Microsechium, Parasicyos, Sechiopsis, Sicyosperma и Sicyos.

### Видове
В първото описание на сем. Тиквови (Cogniaux, 1881) видът S. edule е считан за единствен в рода. Един век по-късно (Jeffrey, 1978) добавя към рода няколко мексикански и централноамерикански вида, по-рано причислявани от други автори към родове Cyclanthera, Ahzolia, Frantzia, Microsechium и Polakowskia.
Разделя се на две секции според разликите в морфологията на цветните нектарни органи и на тичинките:
- секция Sechium (включва Polakowskia)
  - S. chinantlense Lira & Chiang
  - S. compositum (J.D. Smith) C. Jeffrey, синоним Ahzolia composita
  - S. edule (Jacq.) Swartz, (обикновен) чайот
    - S. edule edule, ядлив чайот – култивираната форма, разпространена в Америка, Африка и Азия;
    - S. edule sylvestre, див чайот – дивата форма, намираема в южно Мексико.

  - S. hintonii (P.G. Wilson) C. Jeffrey
  - S. tacaco (Pittier) C. Jeffrey, синоним P. tacaco – такако, единственият друг култивиран вид
  - S. talamancense (Wunderlin) C. Jeffrey, синоним P. talamancense
- секция Frantzia
  - S. panamense (Wunderlin) Lira & Chiang, синоним F. panamense
  - S. pittieri (Cogn.) C. Jeffrey, синоним F. pittieri
  - S. venosum (L.D. Gómez) Lira & Chiang, синоним F. venosa
  - S. villosum (Wunderlin) C. Jeffrey, синоним F. villosa

## Разпространение
Основният представител на рода, култивираната форма ядлив чайот (S. edule edule), е разпространен в тропическите и субтропически райони на света:
- из Латинска Америка – основни производители са Коста Рика, Мексико и Бразилия, но в по-малки количества се отглежда и в повечето други страни;
- в Южна Азия – Индия, Китай, Непал, Тайван;
- в Африка – на Реюнион;
- в Европа – Италия и бившата Югославия;
- в Океания – Папуа-Нова Гвинея.

Другият култивиран вид, такакото (S. tacaco), се отглежда само в Коста Рика.
Дивите видове са разпространени в различни региони на Централна Америка:
- S. chinantlense – в северните части на мексиканския щат Оаксака, край границата с щата Веракруз;
- S. compositum – в южните части на мексиканския щат Чиапас и в гватемалския департамент Сан Маркос;
- S. edule sylvestre – в западната част на Веракруз и в Оаксака;
- S. hintonii – в северните части на мексиканския щат Гереро и в западните на щата Халиско;
- S. panamense – в панамската провинция Чирики, в подножието на вулкана Бару;
- S. pittieri – по цялата територия на Коста Рика и западните части на Панама, но има находище и в никарагуанския департамент Рио Сан Хуан;
- S. talamancense – в централната част на Коста Рика, при събирането на границите на провинциите Картаго, Лимон, Пунтаренас и Сан Хосе
- S. venosum – в северозападните части на Панама, край границата с Коста Рика на брега на Карибско море;
- S. villosum – в южните части на костариканската провинция Алахуела.